# 勝部元気
勝部 元気（かつべ げんき、1983年7月2日 - ）は、日本の男性フェミニスト、社会活動家、ソーシャルアクティビスト。株式会社リプロエージェント代表取締役。

## 経歴
1983年7月2日に東京都中野区で生まれ、埼玉県で育つ。早稲田大学社会科学部を卒業して企業勤務ののち、インターネットやマスメディアでジェンダー、現代社会について発言する。2015年に著書『恋愛氷河期』を扶桑社から上梓した。2020年にはkutooの実行者である石川優実と共にソーシャルアクティビストとして活動する。2023年にはMenWithWomenのビジョンおよび「ジェンダー平等社会にふさわしい「男性の行動基準15ヶ条」を発案し、ソーシャルアクティビスト仲間である石川優実が賛同し連帯を表明した。

## 著書
- 恋愛氷河期（2015年、扶桑社）ISBN 978-4594073145